# Vitalisia (kevers)
Vitalisia is een ongeldige naam voor een geslacht van kevers uit de familie van de boktorren (Cerambycidae). De wetenschappelijke naam van het geslacht werd in 1924 gepubliceerd door Maurice Pic. De naam was echter al in gebruik voor Vitalisia Bolívar, 1914, een geslacht van veldsprinkhanen.

## Soorten
- Vitalisia alternata (Fairmaire, 1895), originele combinatie Zotale alternata
- Vitalisia sumatrana Breuning, 1960